# Euclystis deterrima
Euclystis deterrima là một loài bướm đêm trong họ Erebidae.